# عمارت چئونگ فات زی
عمارت چئونگ فات زی (به انگلیسی: Cheong Fatt Tze Mansion) یک ساختمان میراث ماندگار حکومتی است که در خیابان لیت شهر جرج تاون، ایالت پنانگ، مالزی واقع شده است. نمای بیرونی و رنگ آبی-نیلی دیوار بیرونی عمارت، آن را به یک ساختمان متمایز تبدیل نموده است، که گاهی از آن به نام عمارت آبی نام برده می‌شود. توسط بازرگانی به نام چئونگ فات زی در اواخر قرن نوزده احداث شد، عمارت دارای ۳۸ اتاق، ۵ حیاط اندرونی که کف آن با گرانیت سنگفرش گردیده، ۷ پلکان و ۲۲۰ پنجره لوور چوبی بومی است. این عمارت، اقامت گاه خصوصی و هم چنین مکان فعالیت‌های بازرگانی چئونگ، در پنانگ بود.